# Kawan Lovelace
Kawan Lovelace (* 29. Juni 1976) ist ein ehemaliger belizischer Leichtathlet.
Er trat in den Olympischen Sommerspielen 1996 in Atlanta an. Im Dreisprung schied er mit einer Weite von 15,40 m aus.